# PCJ
PCJ was een van de eerste Nederlandse kortegolfstations, een onderneming van Philips. De zender stond oorspronkelijk in Eindhoven, later in Huizen, en zond uit op een golflengte van 19 meter vanuit een studio van de Nederlandsche Seintoestellen Fabriek NSF in Hilversum.
Philips richtte met enkele andere kapitaalverschaffers ook de Philips Omroep Holland-Indië (PHOHI) op die aanvankelijk via dezelfde zender uitzond en vanaf december 1928 een eigen zender kreeg. PCJ zond Engels-, Spaans- en Duitstalig uit, PHOHI in het Nederlands. Het oogmerk van de uitzendingen was commercieel, wat in het vooroorlogse Nederlandse omroepbestel niet in al te goede aarde viel.

## Programmering
Een prominente radiopresentator van PCJ was Eddy Startz met zijn zondagse programma Happy Station.

## Einde
Nadat de Duitsers Nederland bezet hadden, stopte de zender. Na de oorlog ontstond uit PCJ Radio Nederland Wereldomroep.